# Peristeróna (ort i Cypern, Eparchía Ammochóstou, lat 35,22, long 33,76)
Peristeróna är en ort i Cypern.   Den ligger i distriktet Eparchía Ammochóstou, i den östra delen av landet, 40 km öster om huvudstaden Nicosia. Peristeróna ligger 51 meter över havet och antalet invånare är 860. Den ligger på ön Cypern.
Terrängen runt Peristeróna är platt.Trakten runt Peristeróna är ganska glesbefolkad, med 30 invånare per kvadratkilometer. Närmaste större samhälle är Famagusta, 19,4 km sydost om Peristeróna. Trakten runt Peristeróna består till största delen av jordbruksmark.